# 9П132

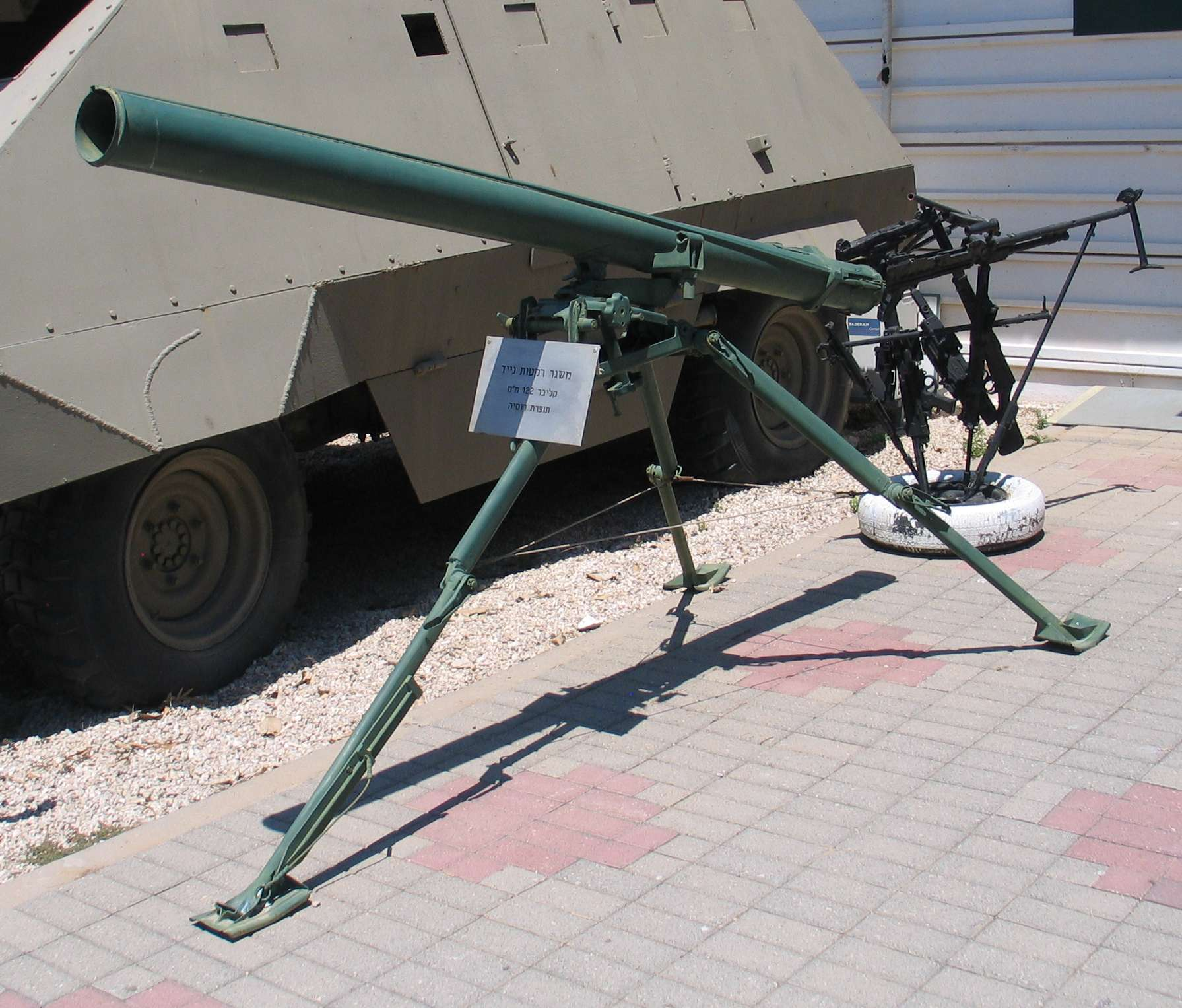
Установка в Музее АОИ

9П132 «Град-П» («Партизан») — советская переносная реактивная пусковая установка. Разработана по просьбе правительства Демократической республики Вьетнам в 1960-х годах. Основным предназначением установки 9П132 является использование партизанскими войсками против живой силы, огневых средств и техники противника, где затруднено применение обычных артиллерийских систем.

## История создания
Разработка пусковой установки 9П132 была начата в 1965 году по поручению ЦК КПСС. В задачу входило создание переносной пусковой установки для стрельбы 122-мм снарядами на базе М-21ОФ. Основным разработчиком был назначен НИИ-147.
Пороховым зарядом и воспламенителем занимался Пермский пороховой завод имени С.М. Кирова, взрыватель разрабатывал казанский Завод № 144.
Опытный образец был изготовлен и отправлен в в/ч 33491 (Ржевский полигон), где с 24 июня по 19 августа 1965 проходил испытания. По заключениям комиссии, установка была рекомендована к принятию на вооружение специальных подразделений.

## Описание конструкции
Пусковая установка 9П132 представляет собой направляющую трубчатой формы. Для придания вращения снаряду на направляющей имеется П-образный паз.
Труба монтируется на треногу с механизмом наведения.
Установка может разбираться на два вьюка.
Наводка производится с помощью прицела ПБО-2 и артиллерийской буссоли.
Стрельба ведётся снарядами 9М22М «Малыш» (сами снаряды тоже разборные и состоят из двух частей; боевая часть полностью заимствуется от снаряда М-21ОФ).
Запуск ракеты осуществляется с помощью герметичного выносного пульта с кабелем длиной 20 метров.
Сборка и приведение орудия в боевое положение составляют 2,5 минуты, а разборка — не более 2 минут.

## Модификации

### Советские
Опытная модернизация
В 1968 году по распоряжению Совета министров СССР № 722-рс от 8 апреля, были начаты работы по модернизации пусковой установки 9П132 и её снарядов. В ходе модернизации был разработан снаряд 9М22МД с увеличенной максимальной дальностью стрельбы в 15 км и снаряд 9М22МС с зажигательной частью от стандартного снаряда 9М22С для БМ-21 «Град».
Кроме того, испытывался двуствольный вариант системы. По результатам работ была выявлена высокая неустойчивость пусковой установки при стрельбе новым снарядом с увеличенной дальностью при углах возвышения ниже 20—25°, введение второго ствола в установку ограничивало сектор угла наводки и требовало введения ещё одного человека в боевой расчёт, кроме того новые снаряды с огнесмесью показали неудовлетворительные результаты при стрельбе.
9К510 «Иллюминация»
В середине 1980-х для светового обеспечения подразделений ПТРК и противотанковой артиллерии в ночное время на базе 9П132 была разработана 122-мм переносная реактивная осветительная система 9К510 «Иллюминация». В состав системы входят: пусковая установка типа 9П132, выносной пульт 9П611 и реактивные осветительные снаряды 9М42 из состава РСЗО Град. При освещённости в 2 лк, выстрел способен освещать территорию радиусом 500 м в течение 90 секунд. Боевой расчёт системы составляет 2 человека.

### Румынские
В 2000-е румынскими специалистами был разработан новый вариант установки 9П132, адаптированный для стрельбы снарядами M21-OF-S.

## Серийное производство
Серийное производство для поставок за рубеж было развёрнуто на Ковровском механическом заводе. Первые серийные установки были изготовлены в 1965 году, а первая поставка за рубеж совершена весной 1966 года.
| График серийного выпуска 9П132 |      |      |      |      |
| 1965                           | 1966 | 1967 | 1970 | 1972 |
| 20                             | 380  | 420  | 406  | 155  |

## Операторы
- Вьетнам — всего поставлено не менее 955 единиц 9П132 (400 единиц переданы в 1966 году[1], ещё 400—1970 году[2], 155 — в 1972 году[2])
- Египет — количество и статус неизвестны[1]
- Иран — количество и статус неизвестны[1]
- Китай — количество и статус неизвестны[1]
- Куба — количество и статус неизвестны[1]
- Ливан — количество и статус неизвестны[2]
- Мали — количество и статус неизвестны[1]
- Никарагуа — 100 единиц 9П132, по состоянию на 2010 год[5]
- Пакистан — количество и статус неизвестны[1]
- ПНА — количество и статус неизвестны[1]
- Румыния — количество и статус неизвестны[1]
- Сирия — количество и статус неизвестны[1]
- Судан — количество и статус неизвестны[1]
- СССР — применялись в группах специального оружия бригад спецназа, в частности в 8 ОБРСПН[1]

## Боевое применение

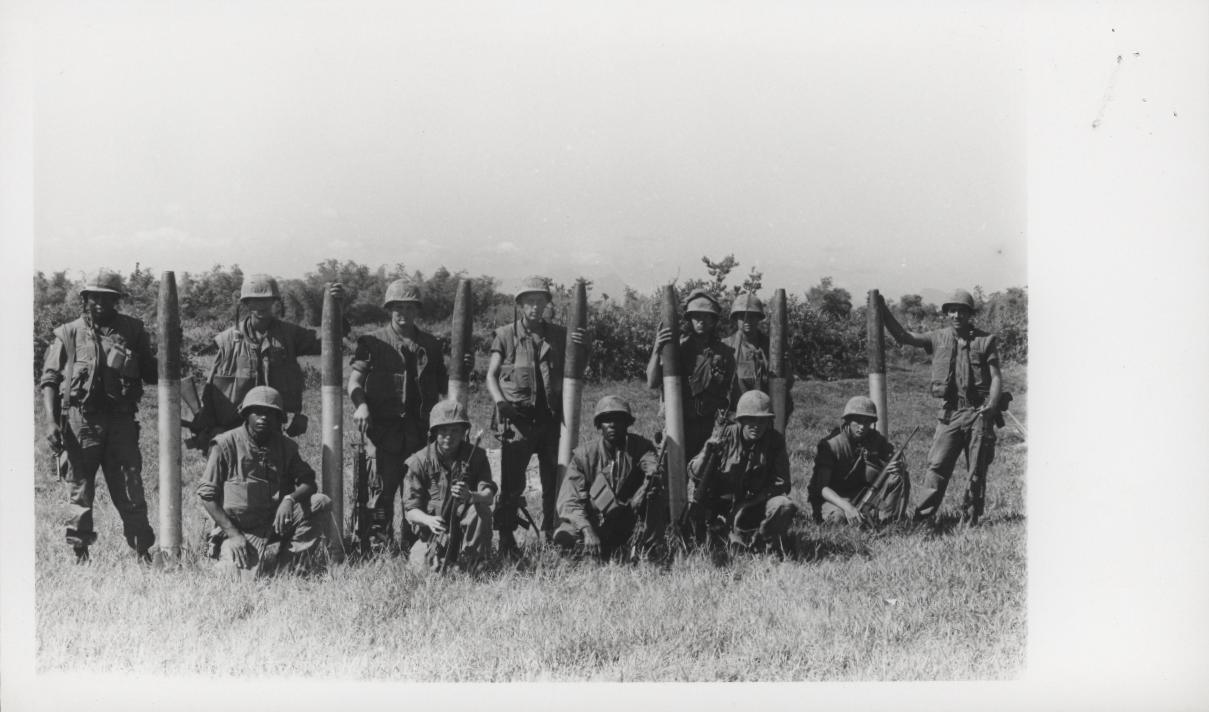
Морские пехотинцы США с трофейными 122-мм ракетами во Вьетнаме

- Война во Вьетнаме — использовались войсками Демократической Республики Вьетнам против армии США, особенно эффективно система применялась при обстреле аэродромов[2]. В частности, в результате ракетного удара 27-ю реактивными снарядами Град-П, выполненного 6 ноября 1973 года по авиационной базе Биен Хоа (Bien Hoa), расположенной в 15 милях северо-востока от Сайгона, были уничтожены три южновьетнамских истребителя F-5A и четыре были повреждены[6];
- Война за Огаден (1977—1978) — использовались кубинскими войсками.[1];
- Гражданская война в Ливане — использовались ООП[7];
- Используется палестинцами[1] (см. Обстрелы территории Израиля из сектора Газа);
- Вооруженный конфликт в Йемене (с 2014) — использовались хуситами против армий коалиции арабских государств[источник не указан 3399 дней].
- Конфликт на Востоке Украины (с 2014) — использовались ДНР и ЛНР в частности 1 Казачий Полк им. М. Платова[8][9].

## Оценка проекта
В ходе многолетнего применения в различных частях света система «Партизан» доказала свою высокую надёжность и безотказность даже в условиях высокой влажности. Были отмечены случаи, когда пусковые установки системы прятались в затопленных рисовых полях, а после извлечения безотказно продолжали работу.
При сравнении с аналогами ряд американских экспертов отмечали, что 107-мм китайская переносная реактивная система Тип 85 легче (22 кг) и удобнее, однако по остальным параметрам, таким, как дальность стрельбы и огневая мощь, никаких оценок не приводилось.

## Экземпляры на экспозиции в музеях
- Россия — Военно-исторический музей артиллерии, инженерных войск и войск связи в Санкт-Петербурге;
- Вьетнам — Музей Хо Ши Мина в Ханое;
- Израиль — Музей Армии обороны Израиля.